# Ezio Balducci
Ezio Balducci (* 23. August 1904 in Serravalle, San Marino; † 30. Januar 1957 in Rom) war ein Politiker des Alleanza Popolare Sammarinese (APS) und zuletzt aus San Marino, der unter anderem von 1929 bis 1930 Capitano Reggente war.

## Leben
Ezio Balducci war gemeinsam mit Aldo Busignani vom 1. Oktober 1929 bis zum 1. April 1930 erstmals Capitano Reggente und damit einer der beiden kollegial amtierenden gleichberechtigten Staatsoberhäupter von San Marino. Im 3. Kabinett fungierte er zwischen dem 28. Oktober 1943 und dem 23. September 1944 als außerordentlicher Abgesandter bei den kriegführenden Kräften (Inviato straordinario presso le Forze Belligeranti). Am 27. Februar 1949 wurde er auf dem ersten Listenplatz für die Volksallianz APS (Alleanza Popolare Sammarinese) Mitglied des Großen und Allgemeinen Rates (Consiglio Grande e Generale) und gehörte dieser in der 13., 14. und 15. Legislaturperiode bis zu seinem Tode am 30. Januar 1957 an, wobei er später Mitglied der am 9. April 1948 gegründeten Christdemokratischen Partei PDCS (Partito Democratico Cristiano Sammarinese) war.

## Hintergrundliteratur
- Domenico Gasperoni: I Governi di San Marino. Storia e personaggi, AIEP Editore, Serravalle 2015, ISBN 978-88-6086-118-4